# 틴틴 마르케스
바르톨로메 "틴틴" 마르케스 로페스(스페인어: Bartolomé "Tintín" Márquez López, 1962년 1월 7일, 카탈루냐 주 바르셀로나 ~)는 스페인의 전직 축구 선수이자 현 축구 지도자로 현역 시절 공격형 미드필더로 활약하였다.
그는 선수 시절과 감독 시절 모두 오랜 기간 에스파뇰에 몸담았었다.

## 선수 경력
카탈루냐 주 바르셀로나 출신인 마르케스는 머리 모양이 같은 만화 주인공 땡땡에서 별칭이 붙었다. 그는 1980년 초에 에스파뇰과 계약하여 현역 프로 선수로 15년을 활약하며 카탈루냐를 벗어난 적이 없었다. 산트 안드레우와 사바델에 두 차례 임대된 후, 그는 1982-83 시즌에 공식적으로 1군에 합류했고, 1-0으로 이긴 라싱 산탄데르와의 1982년 9월 4일 안방 경기에서 막판 교체로 출전해 라 리가 신고식을 치렀다.
마르케스는 앵무새 군단 일원으로 만 6년을 보냈고, 이 시기에 에스파뇰은 늘 1부 리그에 소속되었다. 그가 경험한 최고의 시즌은 1985-86 시즌이었는데, 그는 32번의 경기에서 10번 득점포를 가동해 소속 구단의 11위에 일조했는데, 5-3으로 이긴 바르셀로나와의 안방 경기에서는 1986년 4월 20일 해트트릭을 완성하여 경기를 지배했다. 그는 1987-88 시즌에 UEFA컵 결승전 진출한 선수단의 일원이었지만, 하비에르 클레멘테는 그를 이 대회에서 기용하지 않아 대회에 큰 활약을 하지 못했다.
마르케스는 1988년 여름에 피게레스로 이적하여 말년 6년 중 5년을 세군다 디비시온에서 보냈고, 1992년에는 승격 플레이오프전에도 출전했다. 그는 세군다 디비시온 B의 에우로파에서 1년을 보내고 33세로 현역 은퇴를 선언했다.

## 감독 경력
마르케스는 1997년에 감독일을 시작했는데, 처음 지휘봉을 잡은 구단은 테르세라 디비시온의 마지막 선수 시절 소속 구단이었다. 그는 같은 해 코파 카탈루냐의 결승전에서 바르셀로나를 이기고 우승했다.
1998년 5월 26일, 마르케스는 에스파뇰로 복귀했는데, 3년 뒤 조직이 대대적으로 개편되었고,– 이어지는 6년 동안 유소년부와 2군을 지휘했다. 그는 이후 처음에 미겔 앙헬 로티나와 나중에 에르네스토 발베르데를 보좌할 1군 수석 코치로 역임했다.
2008년 여름, 마르케스는 발베르데의 올림피아코스행으로 공석이 된 1군 감독으로 임명되었다. 그러나, 11월 30일, 4경기 연속 패하면서, 그는 직위로부터 해제되었다.
2012년, 스페인 2부 리그의 카스테욘과 6개월 동행한 마르케스는
이어서 카타르의 어스파이어 아카데미를 거쳐 벨기에 2부 리그의 오이펜과 계약했다. 2015년 3월 31일, 그는 공개되지 않은 사유로 해임되었는데, 당시 선수단은 대회 3차전을 앞두고 있었다.
2017년 6월, 마르케스는 이반 레코가 클뤼프 브뤼허로 떠나 공석이 된 신트-트라위던의 감독으로 계약했으나, 새 시즌에서 불과 2년 만(53일 만)에 해소할 수 없는 문제로 단 2경기만 지휘하고 경질되었다.
2018년 초, 마르케스는 카타르 무대에 복귀해 2부 리그의 알-와크라 지휘봉을 잡았는데, 같은 국적인 호세 무르시아가 이끄는 알-샤하니아에게 첫 시즌 패하였다. 그 다음 해, 그의 소속 구단은 리그 우승을 거두었다.